# Suveränitet

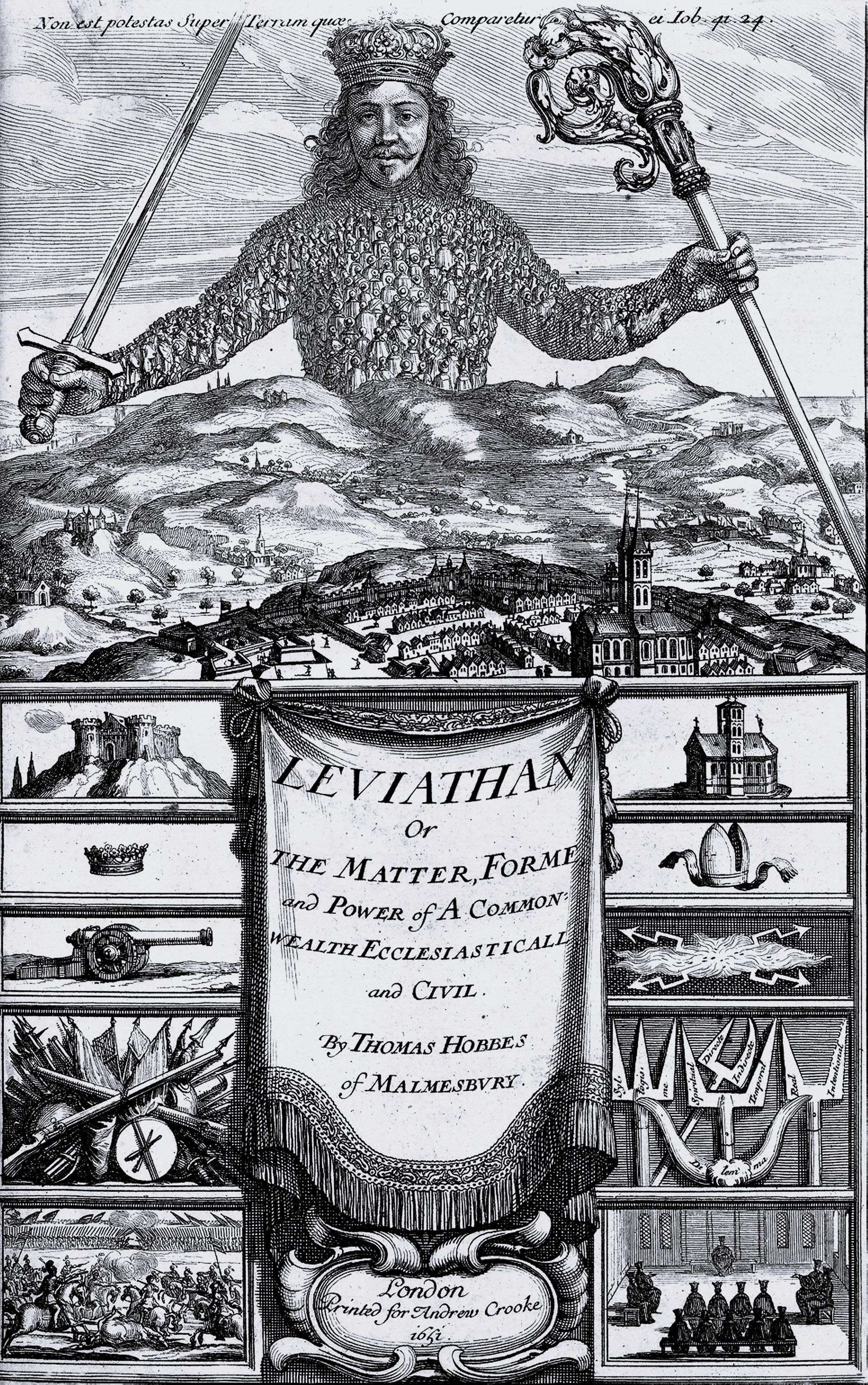
Frontespis till Leviathan av Thomas Hobbes, som avbildar Suveränen som en stor kropp med både svärd och kräkla samt att denne består av många människor.

Suveränitet är en term inom statsrätt och internationell rätt som åsyftar i sin moderna betydelse den högsta politiska makten i samhället samt självständighet (autonomi) från yttre kontroll. Begreppet kommer från suverän, som i äldre nomenklatur är en monark eller härskare, som suveräniteten ofta tillhör i kraft av ämbetet.
Suveränitet skiljer med andra ord stater från vasallstater och delstater, och är vad som ger lagen kraft enligt maximen: det finns ingen lag utan en suverän. Statens rätt till suveränitet är en allmän rättsprincip, och delar av den brukar räknas som jus cogens.

## Begreppshistoria
William Blackstone hävdade i Commentaries on the Laws of England (1765–1770) att det i alla stater måste finnas en högsta, obetvinglig, absolut och okontrollerad auktoritet, vilket är vad som berättigar suveränen. Blackstone hävdade sålunda att inte monarken själv hade suveränitet; suveräniteten hade kungen i parlamentet (engelska: King-in-parliament). Politiska implikationer av statens suveränitet hade utretts mycket omfattande under medeltiden exempelvis av Augustinus, Tomas av Aquino, Marsilius av Padua och William Ockham, men då beträffande Guds suveränitet relativt den världsliga maktens (jämför investiturstriden), vilket sedermera inte minst manifesterades i ultramontanismen och gallikanismen. Medeltiden såg uppkomsten av flera absoluta monarkier men också av teokratier. Blackstones definition av suveränitet kan betraktas som en av de första moderna sådana, eftersom definitionen tillerkänner parlamentet makt vid sidan av monarken. Samtidens västerländska uppfattning av vad som utgör suveränitet och vilka inskränkningar av denna  som legitimt kan uppkomma, härrör från Jean Bodin, Rousseau, Hegel och Hobbes. Enligt Bodin är förhållandet till lagen vad som skiljer suveränen från övriga människor i en stat: en furste, menar Bodin, är inte bunden att följa sina egna lagar, och har bara Guds lag eller naturrätten över sig, jämför juridisk immunitet.
Olika instanser har innehaft suveränitet genom historien, och besittningen av den hänger nära samman med hur staten legitimeras: kung av Guds nåde och folksuveränitetsprincipen är historiskt sett de mest utbredda, renodlade formerna, därtill finns blandformer av absolut makt och demokrati. Anarkister och vissa liberaler förnekar i högre eller lägre grad annan suveränitet än individens egen. Suveräniteten ställs normalt mot en annan rättsprincip, den om nationellt självbestämmande, det vill säga den kollektiva rätten för folk att bestämma över sitt eget öde. Trots att de har ett kontradiktoriskt förhållande till varandra är båda jus cogens. Suveräniteten ställs också naturligen mot de mänskliga rättigheterna, det vill säga individens rätt gentemot staten.

## Innehåll
Roger Scruton indelar suveränitet i två delar:
1. Extern suveränitet: det internationella erkännandet att staten ifråga har jurisdiktion  över ett visst folk och över ett visst territorium. Enligt Hobbes innebar detta att rent instrumentellt utöva sådan jurisdiktion, medan Rousseau såg det som förverkligandet av den sociala och politiska ordningen.[2]
2. Intern suveränitet: förhållandet att de jure och de facto ha politisk makt över befolkningen. Carl Schmitt ansåg att sådan suveränitet har den som tar kontrollen under kris, och att när så sker är det per definition legalt. Detta kallas också koersiv inre suveränitet, det vill säga att de facto men inte de jure inneha den politiska kontrollen.[2]

I folkrätten handlar suveräniteten om staters relationer till varandra, och implicerar dels andra staters erkännande av annan stats regering, dels territoriell suveränitet varigenom andra staters gränser respekteras. FN kan bryta mot den externa och interna suveränitetsprincipen om FN:s säkerhetsråd anser att situationen i landet utgör ett allvarligt hot mot internationell fred och säkerhet och det begås allvarliga brott mot de mänskliga rättigheterna.

## Erhållande av suveränitet
Territoriell suveränitet, varmed en stat uppstår, kan erhållas på flera sätt, såsom upptäckt av ingenmansland, annektering, ockupation, utbrytning, erövring och självbestämmande, samt genom arv och giftermål. Världssamfundet förhåller sig till sättet som den territoriella suveräniteten erhållits på genom att bedöma dess nödvändighet i förhållande till bevarandet av världsfreden.